# Moacyr Maestri
Moacyr Maestri (Santa Teresa, 1925 — 20 de fevereiro de 2011) foi um agrônomo, pesquisador e professor universitário brasileiro.
Comendador da Ordem Nacional do Mérito Científico, era professor aposentado da Universidade Federal de Viçosa (UFV) e um dos pioneiros na expansão da cafeicultura no Brasil. Foi mestre e pupilo de Paulo de Tarso Alvim, com quem trabalhou por várias décadas no campus da UFV.

## Biografia
Moacyr nasceu na cidade de Santa Teresa, no Espírito Santo, em 1925. Com 20 anos, ingressou na Escola Superior de Agricultura de Viçosa (Esav), hoje a Universidade Federal de Viçosa (UFV), onde se formou em agronomia em 1948. Após trabalhar por três anos em seu estado natal, retorna à instituição a convite do professor Paulo Alvim e em 1951, tornou-se professor da então Universidade Rural do Estado de Minas Gerais (Uremg) que, em 1969, se chamaria Universidade Federal de Viçosa.
Com bolsa de estudos, Moacyr embarcou para os Estados Unidos, onde defendeu mestrado em fisiologia vegetal pela Universidade da Califórnia. No retorno ao Brasil, deparou-se com as péssimas condições do campus de Viçosa e, com dificuldade, criou uma pequena equipe que criaria a área de fisiologia vegetal na universidade. Em 1964, Moacyr retornou à Califórnia, onde obteve o doutorado em 1967, com a tese Structural and functional effects of endothall on plants.
Além de pesquisador e professor, Moacyr ocupou vários cargos administrativos, como iretor do Instituto de Ciências Biológicas da UFV, de 1970 a 1978. Neste período criou o primeiro mestrado em Fisiologia Vegetal no Brasil, programa iniciado em 1969. Em 1988, criou o primeiro doutorado em Fisiologia Vegetal no país. Até o final de 2010, o programa de pós-graduação em fisiologia vegetal da UFV formou 85 doutores e 249 mestres.
Em 1995, Moacyr se aposentou compulsoriamente da universidade, mas manteve vínculo com a instituição como professor sênior. Moacyr foi pioneiro na introdução de técnicas de fluorescência de clorofila a para compreender a fotossíntese e os efeitos de fatores ambientais no café.

## Morte
Moacyr morreu em 20 de fevereiro de 2011, aos 86 anos, em decorrência de problemas cardíacos.